# Kobzova lípa
Kobzova lípa, také známá jako Lípa ve Francově Lhotě, je největší památný strom okresu Vsetín. Roste ve Francově Lhotě pod svahy Javorníků, pojmenován byl podle jednoho z bývalých majitelů gruntu.

## Základní údaje
- výška: 22 m (1958)[4], 24 m (1967), 24 m[5], 34 m (2002)[1][4]
- obvod: 610 cm (1958)[4], 630 cm (1967)[4], 732 cm (1999)[5], 740 cm (2002)[1][4]
- průměr koruny: 16m (2002)[4]
- věk: 495 let aktuálně (podle kroniky)[2], 350 let (~2000)[5], 400–500 let (~2007)[6]
- zdravotní stav: 3 (1967, 2002)[4]
- sanace: 1973[2]

Lípa roste v severní části obce zvané Pošle (či Poschla) v lokalitě U Kobzů (či Na Kobzi)

## Stav stromu a údržba
Dutina otevřeného kmene byla roku 1973 napuštěna lněnou fermeží, strom ošetřen. Od té doby se otvor do dutiny zavaluje. Kmen má mohutné kořenové náběhy, uvnitř adventivní kořeny, vyvázaná koruna se skládá ze 6 kosteních větví.

## Historie a pověsti
Podle kroniky nechal lípu mezi čtyřmi dalšími roku 1530 vysadit nový majitel vsi, pan Tristan Franz z Háje. Zároveň došlo k přejmenování državy ze Zbelovy Lhoty na Francovu Lhotu. V roce 1663 vpadly na Vsetínské turecko-tatarské hordy a hrstka obyvatel se před nimi skryla do koruny lípy, odkud se je pronásledovatelé pokusili vyhnat ohněm. Tehdy 130 let starý strom ale přežil. Ještě roku 1890 stály v místě všechny 4 lípy, dodnes se zachovala poslední.

## Další zajímavosti
Lípě byl věnován prostor v pořadu České televize Paměť stromů, konkrétně v dílu číslo 5, Stromy a boje. Ve svém díle ji zachytil i akademický malíř Jaroslav Turek. V rámci projektu Záchrana genofondu památných stromů došlo 10. března 2003 k odběru roubů.